# Кагу
Ка́гу (Rhynochetos jubatus) — єдиний сучасний вид монотипової родини кагових. Довгоногий світло-сірий птах, ендемік групи островів Нова Каледонія в Тихому океані. Мешкає в лісистій місцевості, надаючи перевагу вологим тропічним лісам. Під час сезону дощів трапляється в густих чагарникових заростях зі щільним листяним пологом.

## Опис
Веде наземний спосіб життя. Нелітаючий птах розміром з домашню курку, завдовжки близько 55 см. Пір'я незвично яскраве в порівнянні з лісовою підстилкою, попелясто-сіре або майже біле. При розправлених крилах чітко видні чорно-білі смуги пір'їв. На голові є виступаючий «чубчик», який птах піднімає час від часу, демонструючи його іншим птахам. Дзьоб і ноги оранжево-червоні, яскраві. Статевий диморфізм не виражений. У межах ареалу птаха неможливо сплутати з жодним іншим видом завдяки унікальним морфологічним особливостям.

## Спосіб життя
Птахи, які не літають, використовують свої крила для демонстративної поведінки або швидкого переміщення лісом. Зазвичай їх можна зустріти в затемненому лісі, коли вони повільно рухаються по землі. Живляться кагу переважно різноманітними безхребетними тваринами, такими як черви, але також можуть вживати й невеликих хребетних, таких як ящірки.
Голос лаючий на світанку й зазвичай тихо шиплячий чи деренчливий в інший час доби. На території провінції Rivière Bleue пари зазвичай займають територію 10—28 га й виводять, у середньому, 0,9 пташеняти за рік (переважно по одному пташеняті за рік за винятком посушливих періодів). В умовах неволі птахи живуть, в середньому, близько 30 років, а в природі — не менш як 15 років.

## Охорона

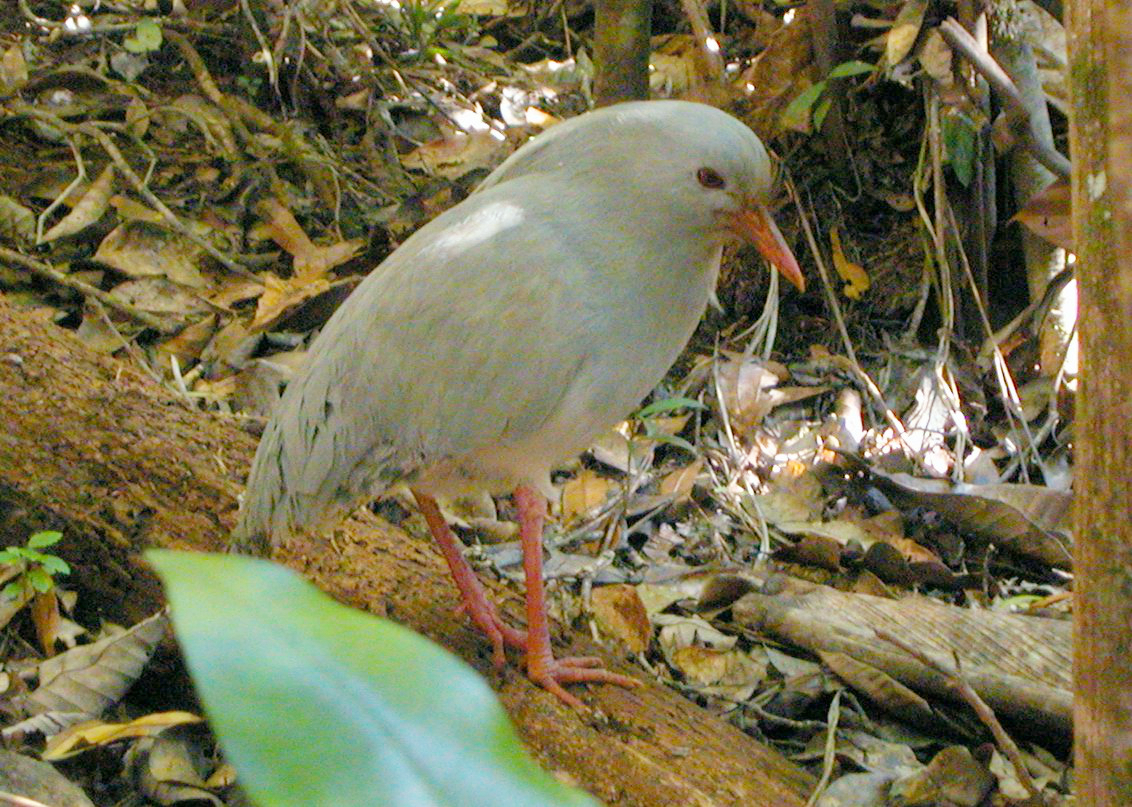
Кагу в парку Rivière Bleue

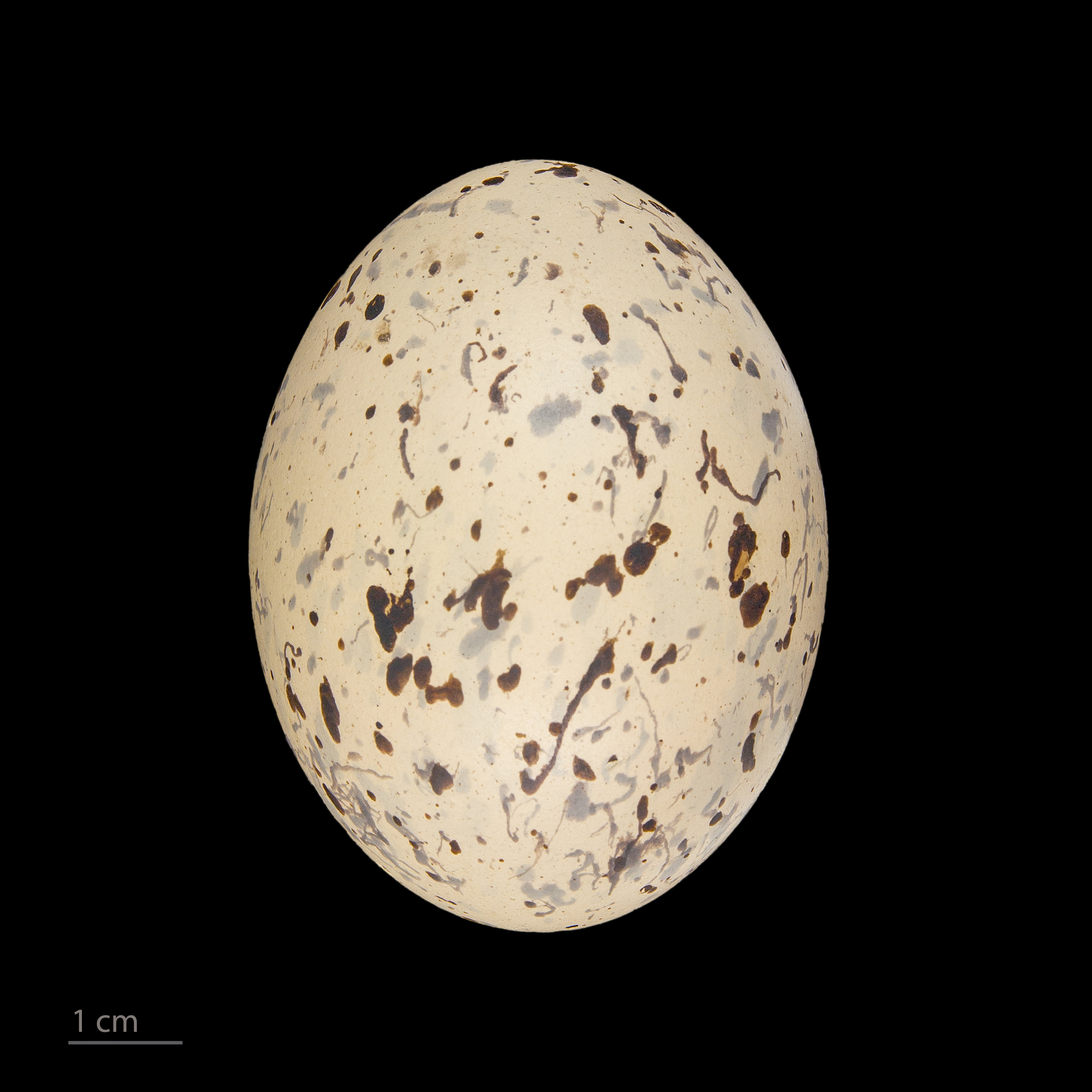
яйцо Rhynochetos jubatus — Тулузький музей

Кагу перебувають під загрозою зникнення, на основній території їх проживання — провінції Rivière Bleue — їхня популяція у 1998 році нараховувала близько 300 дорослих особин, а за межами цього регіону за результатами підрахунків 1991—1992 років — ще 491 птах. При цьому популяція птахів має тенденцію до подальшого скорочення.
Серед чинників різкого скорочення популяції вважаються інтродуковані домашні тварини — собаки, кішки, пацюки, свині, котрі полюють на птахів або живляться їхніми яйцями. Тільки у 1993 році 17 з 21 птахів з прикріпленими радіопередавачами в Pic Ningua загинули внаслідок нападів собак. Крім того, популяція скорочується через зменшення площі природного ареалу, що використовується гірничодобувною та лісовою промисловістю.
Кагу визнаний видом, якому загрожує небезпека зникнення, й внесений до Конвенції з міжнародної торгівлі вимираючими видами (CITES), Завдяки природоохоронним зусиллям, кагу непогано розмножується в умовах зоопарків, зокрема в зоопарку міста Нумеа в Новій Каледонії.